# Booster Juice
BoosterJuice有限公司是加拿大最大的金黃鲜果汁和冰沙酒吧的連鎖店。是由Dale Wishewan董事執行長所經營領導。這間連鎖店的特色是由純果汁、果汁冰糕或香草霜凍優格，冷凍水果、新鮮優格和冰所打出的鮮果奶昔。創始於1999年在舍伍德公园。艾伯塔省，這間公司迅速地加盟，創下了在一兩年內開業50間的加拿大紀錄。從此，它已發展到有超過350個傳統和25个非傳統的地点在加拿大，其中一個在印度，一個在杜拜，两個在美国和三個在墨西哥。

## 歷史
Dale Wishewan在1999年開了第一間BoosterJuice時，他意識到加拿大果汁酒吧的市場。開設第一間BoosterJuice前，Wishewan藉由在家讓家人和鄰居品嚐果汁的方式來測試他的商业想法。不久之后，第一間BoosterJuice於1999年開在舍伍德公园，位於東部的埃德蒙顿小村荘。
BoosterJuice迅速擴增到不同地區的國家，大部分的店铺都在加拿大西部。此成功的佳績，Wishewan也投入欧洲和中東的國際市場。
因此Dale Wishewan成為了今日在加拿大BoosterJuice的總經理兼執行長。

## 爭議
在2019年一月，艾伯塔省卫生服务發表了一份報導，指出Calgary Booster Juice不當地使用化學物品、清潔劑和其他藥劑。他們發現，水果和蔬菜都是使用Sani Stuff disinfectant所清洗，而此商品是設計於清洗設施。執行長Dale Wishewan强调這是一个單一的意外事件，他們也深入地檢討此清潔過程的培訓計畫。